# Aiguilles de la Penaz
Le Aiguilles de la Penaz (2.688 m s.l.m.) sono una montagna delle Alpi del Beaufortain nelle Alpi Graie. Si trova nel dipartimento francese dell'Alta Savoia.